# Lagocheirus mecotrochanter
Lagocheirus mecotrochanter là một loài bọ cánh cứng trong họ Cerambycidae.